# Herma Kirchschläger

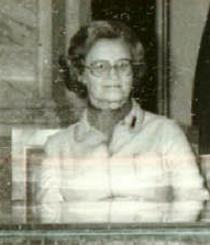
Herma Kirchschläger, 1978

Herma Kirchschläger (* 15. Mai 1916 in Wien; † 30. Mai 2009 ebenda; geborene Sorger) war die Gattin des österreichischen Juristen und Diplomaten Rudolf Kirchschläger (1915–2000) und während dessen Amtszeit als Bundespräsident von 1974 bis 1986 die österreichische First Lady.

## Leben
Kirchschläger wurde als Hermine Katharina Anna Sorger im 5. Wiener Gemeindebezirk Margareten geboren. Kirchschläger hatte zwei Brüder. Ihr älterer Bruder fiel im Zweiten Weltkrieg in Russland; ihr jüngerer Bruder übernahm später das Gasthaus Erlinger der Eltern. Aufgrund der während und nach dem Ersten Weltkrieg in Wien herrschenden Lebensmittelknappheit und fehlenden Heizmittel beschlossen Kirchschlägers Eltern, mit den beiden jüngeren Kindern aufs Land zu ziehen. Sie ließen sich in Kamegg, einem heute eingemeindeten Vorort von Gars am Kamp, nieder, wo sie eine Gaststätte betrieben. Eine ursprünglich geplante Rückkehr nach Wien gaben ihre Eltern auf. 
Kirchschläger besuchte die Bürgerschule in Gars am Kamp. Nach dem Abschluss absolvierte sie die Aufnahmeprüfung für die Lehrerinnenbildungsanstalt in Krems an der Donau. Trotz bestandener Aufnahmeprüfung entschied sich Kirchschläger schließlich für den weiteren Schulbesuch und besuchte das von Piaristen geführte Bundesgymnasium, Bundesrealgymnasium und Bundesaufbaugymnasium Horn in Horn. Dort lernte sie im Alter von 17 Jahren ihren späteren Ehemann Rudolf Kirchschläger kennen. Im Juni 1935 legte sie dort die Matura ab. Kurz danach gaben sich beide ein Eheversprechen; eine Heirat war jedoch aufgrund der nicht gesicherten wirtschaftlichen und finanziellen Verhältnisse zu diesem Zeitpunkt nicht möglich. Herma Kirchschläger arbeitete als Hauslehrerin in Wien, nachdem mehrere Bewerbungen für Stellen im Staatsdienst erfolglos geblieben waren.
Im August 1940 heiratete sie den damaligen Jusstudenten Rudolf Kirchschläger: Standesamtlich in Rosenburg am Kamp und kirchlich in Gars am Kamp. Aus der Ehe gingen zwei Kinder hervor: Tochter Christa (* 1944) sowie Sohn Walter Kirchschläger (* 1947), Gründungsrektor der Universität Luzern. 
Im April 1945 gelang es Herma Kirchschläger, die mit ihrer Tochter in Kamegg lebte, durch eine Intervention bzw. Petition eine Überstellung ihres Mannes zu einem Ersatztruppenteil nach Krumau an der Moldau zu erreichen; Rudolf Kirchschläger war verwundet worden und war zuvor in einem Lazarett in Böhmen untergebracht gewesen, das später von tschechoslowakischen Freiheitskämpfern niedergebrannt wurde. Ende Juli 1945 kehrte die Familie Kirchschläger nach Kamegg zurück. 
Ab 1954, nachdem Rudolf Kirchschläger dem Bundeskanzleramt, Abteilung Auswärtige Angelegenheiten zugeteilt worden war, übernahm Herma Kirchschläger regelmäßig repräsentative Aufgaben. Sie lernte Fremdsprachen, arbeitete sich in die Grundlagen des Diplomatischen Protokolls ein; nebenbei oblag ihr, nahezu alleine, die Erziehung der beiden Kinder. 1967 ging Kirchschläger mit ihrem Mann nach Prag; dieser war dort zum Missionschef der österreichischen Gesandtschaft ernannt worden. Im Zuge des Prager Frühlings sorgte Kirchschläger gemeinsam mit ihrem Mann für die humanitäre Versorgung von Flüchtlingen in der Prager Botschaft. Sie schaffte unter anderem zwei große Kühltruhen an, um Nahrungsmittel und Essensvorräte für eventuelle Flüchtlinge bereitzuhaben, und sorgte für einen ausreichenden Vorrat an Trinkwasser. 
Herma Kirchschläger lebte nach dem Ende der Amtszeit Rudolf Kirchschlägers als Bundespräsident (1986) gemeinsam mit ihrem Mann in einem Reihenhaus in Wien-Dornbach und in ihrer Sommerfrischevilla in Rosenburg am Kamp. 1998 nahm sie gemeinsam mit ihrem Mann an den Feierlichkeiten zum 80. Jahrestag der Gründung der Österreichischen Republik teil. 
Bestattet ist sie an der Seite ihres Ehemannes in der Bundespräsidentengruft auf dem Wiener Zentralfriedhof.

## Soziales Engagement
Während ihrer Zeit als First Lady Österreichs widmete Kirchschläger sich zahlreichen karitativen, humanitären und sozialen Projekten. 
Sie arbeitete im Internationalen Komitee für freiwillige Sozialhilfe mit und wurde dort schließlich Ehrenpräsidentin. Sie unterstützte intensiv die Abteilung Mutter und Kind der Caritas Socialis in Wien. Sie nahm regelmäßig an Treffen des ASEAN Ladies Circle of Vienna teil; besonders setzte sich Kirchschläger für die Förderung von körperlich und geistig Behinderten ein. Kirchschläger war Mitglied der internationalen Frauenorganisation Beta Sigma Phi.

## Ehrungen
- 1984: Großkreuz des Ordens des Infanten Dom Henrique